# Aleksandrów (powiat żyrardowski)
Aleksandrów – wieś w Polsce położona w województwie mazowieckim, w powiecie żyrardowskim, w gminie Wiskitki. Ma status sołectwa.
W latach 1975–1998 miejscowość należała administracyjnie do województwa skierniewickiego.
Od 1933 roku istnieje Ochotnicza Straż Pożarna Aleksandrów.